# Au nom du fils (roman)
Pour les articles homonymes, voir Au nom du fils.
Au nom du fils est un roman d'Hervé Bazin publié en 1960. Il y décrit une relation père-fils dans une famille. Il écrivit ce roman d'avril 1959 jusqu'au milieu de l'année suivante dans la maison de l'Emeronce située à Anetz, au lieu-dit des Cosniers, au bord de la Loire.

## Résumé
Daniel est célibataire depuis très longtemps et élève seul ses trois enfants avec l'assistance de sa magnifique belle sœur, Laure, et de Mamette sa belle-mère. Il semble éprouver des difficultés avec Bruno, le « canard », qu'il soupçonne de ne pas être son fils biologique. Cette histoire narre la relation qui va s'instaurer entre eux au fil du temps et l'énergie que va dépenser le père pour ne pas agir différemment avec ce « canard », jusqu'à l'aimer vraiment plus que les autres et à en faire son protégé.

## Personnages principaux
- Daniel Astin : le narrateur et le père des trois enfants. Il est professeur au lycée.
- Gisèle : la femme de Daniel, elle est morte durant la Seconde Guerre mondiale lors d'un bombardement.
- Michel et Louise : les enfants jumeaux aînés.
- Bruno : le dernier enfant, il est né juste avant la mort de sa mère.
- Laure : la belle-sœur de Daniel, elle aide son beau-frère et ses neveux dans tous les travaux ménagers.
- Mamette : la mère de Gisèle et Laure.

## Lieu d'écriture du roman

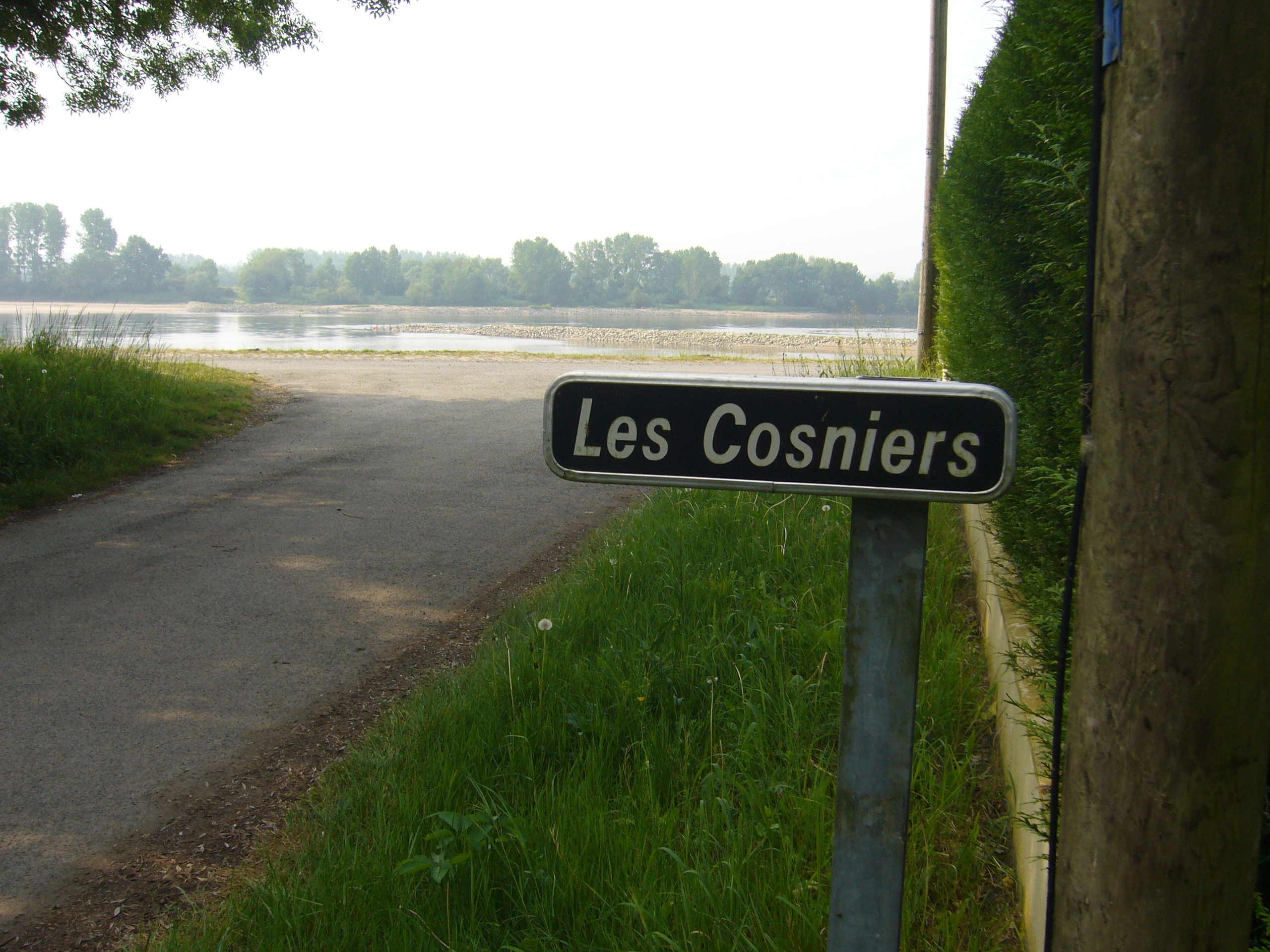
Le lieu-dit les Cosniers situé à Anetz au bord de la Loire.
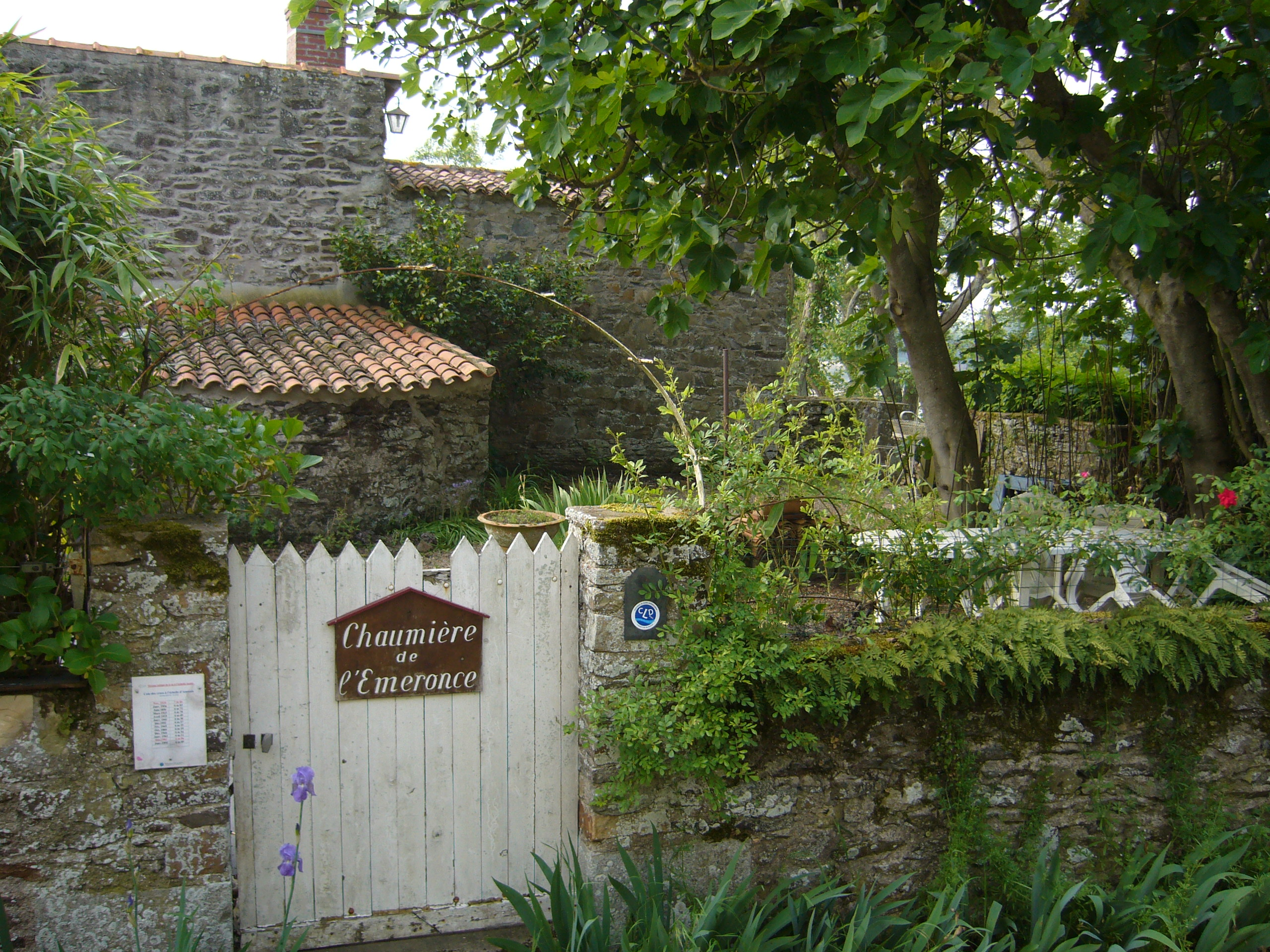
La demeure de l'Emeronce aux Cosniers.
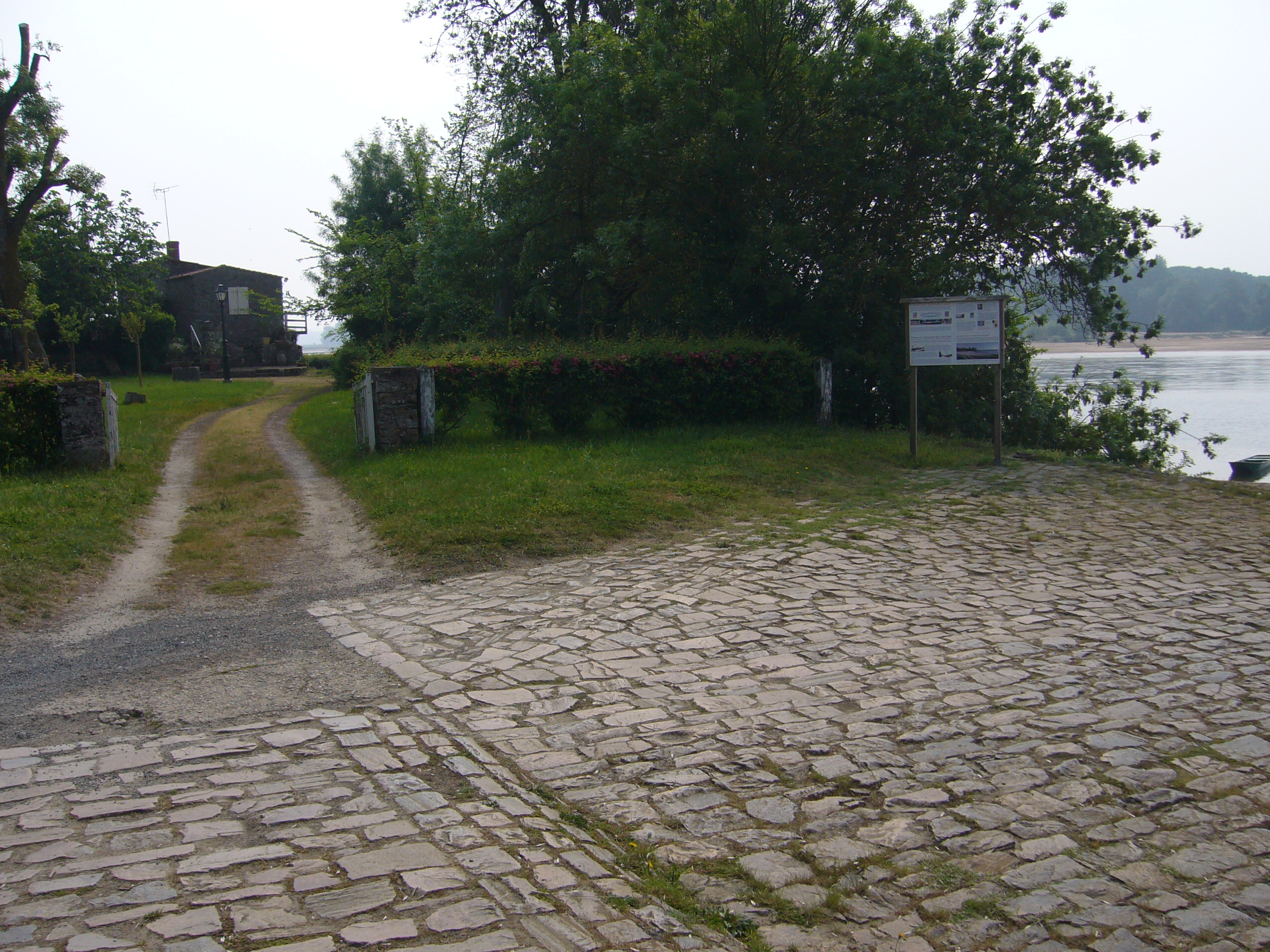
L'Emeronce au bord de la Loire aux Cosniers.